# Alexeter daisetsuzanus
Alexeter daisetsuzanus là một loài tò vò trong họ Ichneumonidae.